# Finanzmakler
Finanzmakler ist eine Sammelbezeichnung für sämtliche Makler, die im Finanzwesen Anlagevermittlung, Finanzberatung, Kreditvermittlung oder Versicherungsvermittlung betreiben.

## Allgemeines
Ihre Bezeichnung als Makler ist dann irreführend, wenn es sich nicht um Makler im Sinne des § 93 HGB handelt, die gewerbsmäßig die Vermittlung von Verträgen über Anschaffung oder Veräußerung von Waren oder Wertpapieren, über Versicherungen (Versicherungsmakler), Güterbeförderungen (Frachtmakler), Schiffsmiete (Schiffsmakler) oder sonstige Gegenstände des Handelsverkehrs übernehmen. Begrifflich ist die Bezeichnung Finanzmakler gegenüber dem Begriff Handelsmakler präzisierend und trägt zur Firmenklarheit bei. Kerngeschäft der Finanzmakler sind allgemein die Finanzen, konkret die Vermittlung von Baufinanzierungen, Hypothekendarlehen, Immobilienfinanzierungen, Konsumkrediten, Privatkrediten, Schuldscheindarlehen, Unternehmensfinanzierungen oder Versicherungen. Auch die mit Zinswucher arbeitenden Kredithaie gehören zu den Finanzmaklern, wenn sie vermittelnd tätig werden und nicht selbst als Kreditgeber fungieren.
Ein bekannter Finanzmakler war Rudolf Münemann für Unternehmensfinanzierungen. Er verlieh langfristige Kredite an Unternehmen, die er im Rahmen der Fristentransformation nur kurzfristig refinanzierte. Das Zinsänderungsrisiko der Refinanzierungskosten bei Anschlussfinanzierungen führte letztlich im Januar 1970 zu seinem Konkurs. Streng genommen war er kein echter Finanzmakler, denn er trat als Kreditgeber auf und fungierte als Kreditnehmer bei der Refinanzierung.

## Arten
Nach Inhalt ihrer Tätigkeit lassen sich Finanzmakler in Lieferantenkreditmakler, Konsumenten- und Kleinkreditmakler, Finanzmakler zwischen Banken, Finanzmakler für Individualfinanzierung und Finanzmakler für Schuldscheindarlehen einteilen. Lieferantenkreditmakler vermitteln zur Finanzierung der über sie abgeschlossenen Investitionen entsprechende Kredite als Absatzförderung. Konsumenten- und Kleinkreditmakler nutzen die mangelnde Erfahrung und Unwissenheit von Privatpersonen aus, was sie daran hindert, selbst eine Bank aufzusuchen.

## Rechtsfragen
Finanzmakler gehören zu den so genannten Zivilmaklern, die nicht dem Handelsrecht unterliegen, sondern für die das  Zivilrecht nach den §§ 652 ff. BGB gilt. Obwohl die Finanzmakler als Finanzintermediäre zum Finanzwesen gehören, unterliegen sie – bis auf wenige Ausnahmen – nicht dem Kreditwesengesetz (KWG) und damit auch nicht der Bankenaufsicht. Ausnahme bilden die „vertraglich gebundenen Vermittler“ nach § 2 Abs. 10 KWG, die keine Bankgeschäfte nach § 1 § 1 Abs. 1 Satz 2 KWG betreiben und als Finanzdienstleistungen nur die Anlagevermittlung, die Anlageberatung oder das Platzierungsgeschäft erbringen und dies ausschließlich für Rechnung und unter der Haftung eines CRR-Kreditinstituts oder eines Wertpapierhandelsunternehmens. Sie gelten nicht als Finanzdienstleistungsinstitut, sondern als Finanzunternehmen, wenn das CRR-Institut oder Wertpapierhandelsunternehmen dies der BaFin zuvor angezeigt hat.  
Einen ersten Regulierungsschritt erreichte das Maklergesetz vom August 1972, das die Tätigkeit der Finanzmakler in § 34c GewO einer Erlaubnis durch die Gewerbeaufsicht unterzog. Seit Juni 1974 schreibt die MaBV in § 2 Abs. 1 MaBV vor, dass der Finanzmakler für die vom Auftraggeber überlassenen Vermögenswerte eine Sicherheitsleistung zu erbringen hat. Es folgte im April 2004 die MiFID I, die in Art. 4 Nr. 25 den Begriff des im KWG erwähnten „vertraglich gebundenen Vermittlers“ einführte, der unter unbeschränkter und vorbehaltsloser Haftung einer einzigen Wertpapierfirma, für die er tätig ist, Wertpapier- und/oder Nebendienstleistungen für Kunden oder potenzielle Kunden erbringt, Weisungen oder Aufträge des Kunden in Bezug auf Wertpapierdienstleistungen oder Finanzinstrumente annimmt und weiterleitet, Finanzinstrumente platziert und/oder Kunden oder potenzielle Kunden bezüglich dieser Finanzinstrumente oder Dienstleistungen berät. Finanzmakler mit dem Geschäftszweck der Abschlussvermittlung unterstanden damit erstmals der Bankenaufsicht.
Mit Wirkung vom 1. Januar 2013 trat § 34f GewO durch das Gesetz zur Novellierung des Finanzanlagenvermittler- und Vermögensanlagenrechts in Kraft, mit dem der zulassungsrechtliche Finanzanlagenvermittler etabliert wurde. Für die Vermittlung von Kapitalanlagen bedürfen Finanzmakler, auch Finanzanlagenmakler genannt, die Zulassung als Finanzanlagenvermittler. Entsprechend der Tätigkeit ist gegebenenfalls eine Zulassung als Finanzierungsmakler bzw. Immobilien-Darlehensvermittler nach § 34i GewO, Versicherungsmakler nach § 34d GewO und/oder Immobilienmakler nach § 34c GewO erforderlich.
Die Darlehensvermittlung eines Verbraucherdarlehens ist nach den §§ 655a ff. BGB stark eingeschränkt, denn nur die in § 491 Abs. 2 BGB aufgezählten Darlehen können vermittelt werden (Verbraucherdarlehen mit Ausnahmen, Immobiliar-Verbraucherdarlehen). Hierfür ist Schriftform nach § 655b BGB vorgesehen. 

## Abgrenzungen
Ein Versicherungsvertreter ist gemäß § 84 HGB nur im Interesse seines Versicherers tätig. Der Versicherungsmakler dagegen ist nach § 93 HGB gesetzlich verpflichtet, im Interesse des Auftraggebers zu handeln. Der Versicherungsmakler ist nicht an eine Gesellschaft gebunden, sondern kann für alle auf dem Versicherungsmarkt befindlichen Versicherer tätig werden. Finanzmakler arbeiten in privatem Auftrag oder als Agenten von verschiedenen Kreditinstituten. Mitunter findet eine Kopplung mit Versicherungsvertretungen statt; auch wird neben dem Finanzmaklergeschäft Finanzberatung betrieben.